# Adelmar Pereira da Silva
Adelmar Pereira da Silva (Floriano, 26 de março de 1942 – Teresina, 29 de agosto de 2021) foi um médico e político brasileiro com atuação no Piauí.

## Dados biográficos
Filho de Abdias Pereira da Silva e Noemi Malheiros e Silva. Médico, trabalhou junto ao Instituto Nacional do Seguro Social (INSS) até ingressar na política pela ARENA pela qual foi eleito suplente de deputado estadual em 1974 e prefeito de Floriano em 1976. Eleito deputado estadual pelo PDS em 1986, não foi vitorioso ao buscar a reeleição pelo PL em 1990. Por esse mesmo partido perdeu a eleição à prefeitura de Floriano em 1992.  Disputou novamente o cargo em 2004 pelo PSL, mas não foi eleito.
Morreu vitimado por uma falência múltipla de órgãos.